# District de Cluses
Le district de Cluses est une ancienne division territoriale française du département du Mont-Blanc de 1790 à 1795.

## Géographie
Le district reprend en partie la vallée de l'Arve, soit la province historique du Faucigny.

## Organisation
Le district est composé de 10 cantons, rassemblant 61 communes.
Il était composé des cantons de Cluses, Bonneville, Chamonix, Flumet, Megêve, Saint Gervais, Sallanches, Samoëns, Tanninges et Viuz (en-Sallaz).